# Maram Ben Aziza
Maram Ben Aziza (arabe : مرام بن عزيزة), née le 25 décembre 1986 à Carthage, est une actrice et animatrice de télévision tunisienne.
Elle est connue pour avoir tenu le rôle de Selima dans la série télévisée Maktoub.
Elle pose en couverture du magazine people Tunivisions en octobre 2012.
Fondatrice d'une boutique de vêtements et accessoires fantaisies, Maramode, elle possède aussi un restaurant, Omek Houria à El Menzah VII.

## Filmographie

### Cinéma
- 2006 : Rue Tanit de Fayçal Bouzayen Chemmami
- 2011 : Histoires tunisiennes de Nada Mezni Hafaiedh : Sabrine
- 2011 : Or noir de Jean-Jacques Annaud
- 2011 : Sauve qui peut[3] de Fethi Doghri (court métrage)
- 2014 : My China Doll de Rachid Ferchiou
- 2015 : Lan Taadilou d'Atef Ben Hassine

### Télévision

#### Séries
- 2009-2014 : Maktoub de Sami Fehri (saisons 2-4) : Selima
- 2010 : Nsibti Laaziza de Slaheddine Essid (invitée de l'épisode 6 de la saison 1) : Hanen
- 2012 : Omar de Hatem Ali : femme de Yazdegerd III (Maria)
- 2013 :
  - Allô Maa de Kaïs Chekir : Maram Ben Aziza
  - Happy Ness de Majdi Smiri (saison 1) : Maram
- 2015 :
  - School de Rania Gabsi et Sofien Letaiem (saison 2) : Folla
  - Lilet Chak de Majdi Smiri : Lilia
  - Histoires tunisiennes de Nada Mezni Hafaiedh : Sabrine
- 2016 :
  - Al Akaber de Madih Belaïd : Mariem
  - Samarkand d'Eyad Al Khzuz
- 2017 :
  - Awled Moufida de Sami Fehri (saison 3) : Nour
  - Lemnara d'Atef Ben Hassine : Maram Ben Aziza
- 2018 :
  - Lavage de Saif Dhrif : Racha Ben Saïd
  - Elli Lik Lik  de Kaïs Chekir : Narjes
- 2021 : Awled El Ghoul (ar) de Mourad Ben Cheikh : Jamila ou Jiji
- 2023 : Djebel Lahmar de Rabii Tekali : Kaouther

#### Émissions
- 2011 : Khallik Fashion sur Tunisna TV : animatrice
- 2013 :
  - Dhouk Tohsel de Kaouther Belhaj sur Tunisna TV (épisode 4)
  - Taxi sur Ettounsiya TV (épisode 5)
  - Startime sur Tunisna TV (épisode 32)
  - Fo Casting sur Tunisna TV (épisode 2)
  - Labès avec Naoufel Ouertani sur Attessia TV : invitée
- 2014 : Braquage sur Jawhara FM : invitée
- 2015 : Ettayara sur Attessia TV (épisode 4)
- 2016 :
  - Tahadi El Chef sur M Tunisia (épisode 20)
  - Tendance+ sur Attessia TV : animatrice
  - Romdhane Show sur Mosaïque FM : invitée
- 2017 :
  - Abdelli Showtime avec Lotfi Abdelli sur Attessia TV (épisode 7 de la saison 4)
  - Labès avec Naoufel Ouertani sur Attessia TV (invitée des épisodes 1 et 32 de la saison 7)
  - Dbara w Ziara (épisode 2)
- 2018 :
  - Klem Ennes (épisode 20 de la saison 6)
  - Abdelli Showtime avec Lotfi Abdelli sur Attessia TV (épisode 2 de la saison 5)
- 2019 :
  - 90 minutes de Hédi Zaiem (ar) sur El Hiwar El Tounsi (épisode 14 de la saison 1)
  - Bas les masques d'Amine Gara sur El Hiwar El Tounsi (épisode 13 de la saison 1)
  - Fekret Sami Fehri de Hédi Zaiem sur El Hiwar El Tounsi (épisode 3 de la saison 2)
  - 360° de Hédi Zaiem sur El Hiwar El Tounsi
  - Dimanche tout est permis de Nidhal Saadi (ar) (épisode 19 de la saison 2)
- 2019-2020 : Eli Baadou sur El Hiwar El Tounsi : chroniqueuse
- 2020 :
  - Fekret Sami Fehri avec Hédi Zaiem sur El Hiwar El Tounsi (épisode 21 de la saison 2)
  - Cinquième arbitre
  - Hkeyet Tounsia de Sonia Dahmani (épisode 31 de la saison 3)
  - Sahri Bahri (épisode 2)
- 2021 :
  - Dari Darek d'Amel Smaoui sur la chaîne YouTube de Radio IFM (épisode 9 du web-show)
  - Dbara w Ziara (épisode 13 de la saison 1)